# ギラ (バンド)
ギラ（Gila）は、ドイツのシュトゥットガルト出身のサイケデリック・ロック・バンドである。

## 略歴
バンドは1969年の初めに結成され、新しくて実験的なサウンドで、ドイツにおいてかなりのファン・ベースを確保した。ギラのオリジナル・ラインナップは、ダニエル・アルーノ（ドラム、ボンゴ、タブラ、パーカッション）、フリッツ・シェイヒン（オルガン、メロトロン、パーカッション、キーボード）、コニー・ファイト（ギター、ボーカル、タブラ、キーボード）、ウォルター・ヴィーダーケル（ベース）であった。1971年にデビュー・アルバム『ギラ』を録音し、1972年に解散した。
1973年、ファイトが新しいラインナップでバンドを改編し、同年に2枚目のスタジオ作品となるクラウトロック/サイケデリック・フォークのアルバム『ベリー・マイ・ハート・アット・ウーンディド・ニー』をレコーディングした。1974年、再び解散。
1999年にライブ・アルバム『Night Works』がリリースされた。これは、1972年に録音されたもので、もともとはラジオ放送を目的としていた。

## メンバー
- ダニエル・アルーノ (Daniel Alluno) - ドラム、ボンゴ、タブラ、パーカッション (1969年–1972年)
- フリッツ・シェイヒン (Fritz Scheyhing) - オルガン、メロトロン、パーカッション、キーボード (1969年–1972年)
- コニー・ファイト (Conny Veit) - ギター、ボーカル、タブラ、キーボード (1969年–1972年、1973年–1974年)
- ヴァルター・ウィデルカー (Walter Wiederkehr) - ベース (1969年–1972年)
- フローリアン・フリッケ (Florian Fricke) - ピアノ、メロトロン、ムーグ (1973年–1974年)
- ダニエル・フィッヒェルシャー (Daniel Fichelscher) - ドラム、ベース (1973年–1974年)
- サビーネ・メールバッハ (Sabine Merbach) - ボーカル (1973年–1974年)

## ディスコグラフィ

### アルバム
- 『ギラ』 - Gila - Free Electric Sound (1971年)
- 『ベリー・マイ・ハート・アット・ウーンディド・ニー』 - Bury My Heart at Wounded Knee (1973年)
- Night Works (1999年)
- Free Electric Rock Sessions (2008年)